# KZ-Außenlager Wilischthal
Das KZ-Außenlager Wilischthal war ein Außenlager des KZ Flossenbürg.
Am 30. Oktober 1944 kamen zunächst 100, am 22. November 1944 200 weitere jüdische Insassen aus dem Lager Auschwitz in Wilischthal an. Bei den Häftlingen handelte es sich ausschließlich um Frauen, vorwiegend aus Polen, Ungarn und Italien.
Die Frauen wurden im DKK-Werk der Deutschen Kühl- und Kraftmaschinen GmbH und im Draht- und Nagel-Werk Wilischthal (DKW-Werk Wilischthal) als Arbeitskräfte eingesetzt. Sie bauten Fertigungsteile des Maschinengewehrtyps MG 151, teilweise waren sie auch an einem Glühofen eingesetzt. Das Lager wurde von der Oberaufseherin Helene Klofik geleitet, die als „äußerst feindselig“ beschrieben wird. Am 13. April 1945 wurden die Frauen nach Theresienstadt geschickt, wo sich die Aufseherinnen absetzten. Anfang Mai 1945 wurden die Frauen  schließlich gemeinsam mit den anderen Theresienstädter Häftlingen durch die Sowjetarmee befreit.